# 기도 고이치

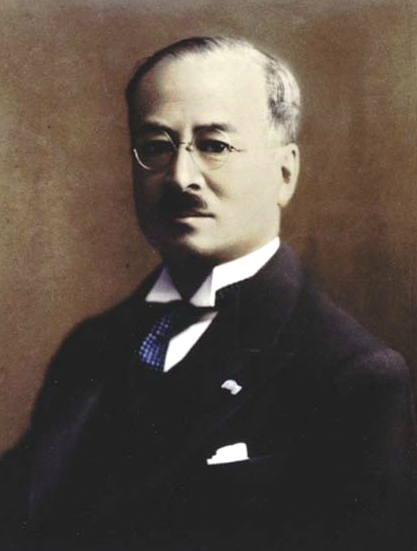
기도 고이치

기도 고이치(일본어: 木戸 幸一, 1889년 7월 18일 ~ 1977년 4월 6일)는 일본의 정치인이다. 작위는 후작. 메이지 유신의 주역 중 하나인 기도 다카요시의 종손(從孫)이자 양손(養孫)이다. 제2차 세계 대전 당시에 쇼와 천황의 측근이었다.

## 생애
기도는 도쿄 아카사카에서 기도 다카마사 후작의 장남으로 태어났다. 교토 제국대학을 졸업하였고, 이후 농상무성에 들어가 농상무성이 농림성과 상공성으로 분리될 시기에는 상공성에 소속되었다.
1930년에는 친구인 고노에 후미마로에 의해 상공성에서 나와 내대신부 비서관장이 되었다. 1937년의 제1차 고노에 내각에서는 문부대신과 초대 후생대신, 1939년의 히라누마 내각에선 내무대신을 지냈다. 그 후 1940년부터 1945년까지 종래의 원로인 사이온지 긴모치와 마키노 노부아키를 대신해 쇼와 천황의 측근으로서 궁중 정치에 깊숙이 관여하였다.
1941년에는 도조 히데키를 앞세운 도조 내각을 성립시켰으며, 태평양 전쟁 말기에는 포츠담 선언 수락에 관여하였다.

### 극동 국제 군사 재판과 그 이후

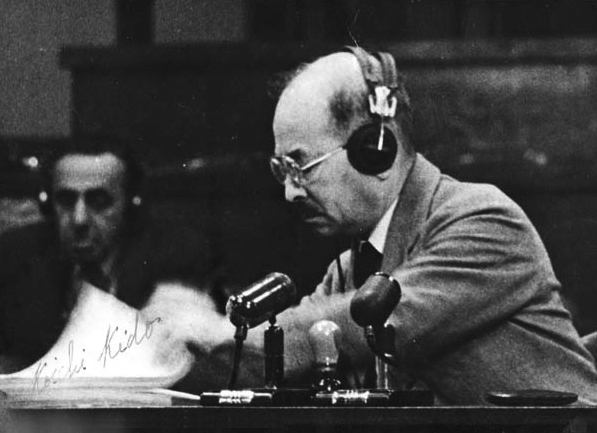
극동 국제 군사 재판에서의 기도 (1947년)

그는 극동 국제 군사 재판에서 쇼와 천황의 전쟁 책임과 관련해, 스스로의 일기를 증거 자료로 제출하였다. 이 일기는 기도 일기라고 불리는 것으로, 속에는 옥새관의 기밀취급비서 시절부터 옥새관이 된 이후까지의 일들이 자세히 기록돼있다. 사위의 충고로 이 일기를 국제전범재판소 극동 사무소에 제출한 기도는 종신형을 선고받았고, 1955년에 건강상의 이유로 가석방되었다.
말년에는 해외에서 제작한 제2차 세계 대전 다큐멘터리 인터뷰에 응했고, 1977년 4월 6일에 궁내청 병원에서 사망하였다.